# Cratere Sian
Sian  è un cratere sulla superficie di Marte.